# Euryglossa
Euryglossa is een geslacht van vliesvleugelige insecten uit de familie Colletidae.

## Soorten
- E. adelaidae Cockerell, 1905
- E. alincia Exley, 1976
- E. angelesi Exley, 1976
- E. antennata (Rayment, 1935)
- E. aureopilosa Rayment, 1935
- E. calaina Exley, 1976
- E. capitata Exley, 1976
- E. cupreochalybea Smith, 1853
- E. depressa Smith, 1853
- E. edwardsii Cockerell, 1907
- E. ephippiata Smith, 1862
- E. frenchii Cockerell, 1910
- E. glabra Exley, 1976
- E. grisea (Alfken, 1907)
- E. haematura Cockerell, 1911
- E. hardyi Exley, 1976
- E. homora Exley, 1976
- E. jucunda Smith, 1879
- E. laevigatum (Smith, 1879)
- E. limata Exley, 1976
- E. liopa Exley, 1976
- E. millstreamensis Exley, 1976
- E. myrrhina Exley, 1976
- E. nigrocaerulea Cockerell, 1913
- E. noosae Exley, 1976
- E. pammicta Exley, 1976

- E. pavonura Cockerell, 1910
- E. politifrons Cockerell, 1922
- E. rhodochlora Cockerell, 1914
- E. rubricata Smith, 1879
- E. salaris Cockerell, 1910
- E. schomburgki Cockerell, 1910
- E. subfusa Cockerell, 1910
- E. subsericea Cockerell, 1905
- E. terminata Smith, 1853
- E. tolgae Exley, 1976
- E. trichoda Exley, 1976
- E. victoriae Cockerell, 1910